# Pylypowytschi (Swjahel)
Pylypowytschi (ukrainisch Пилиповичі; russisch Пилиповичи Pilipowitschi) ist ein Dorf im Westen der ukrainischen Oblast Schytomyr mit etwa 1200 Einwohnern (2001).

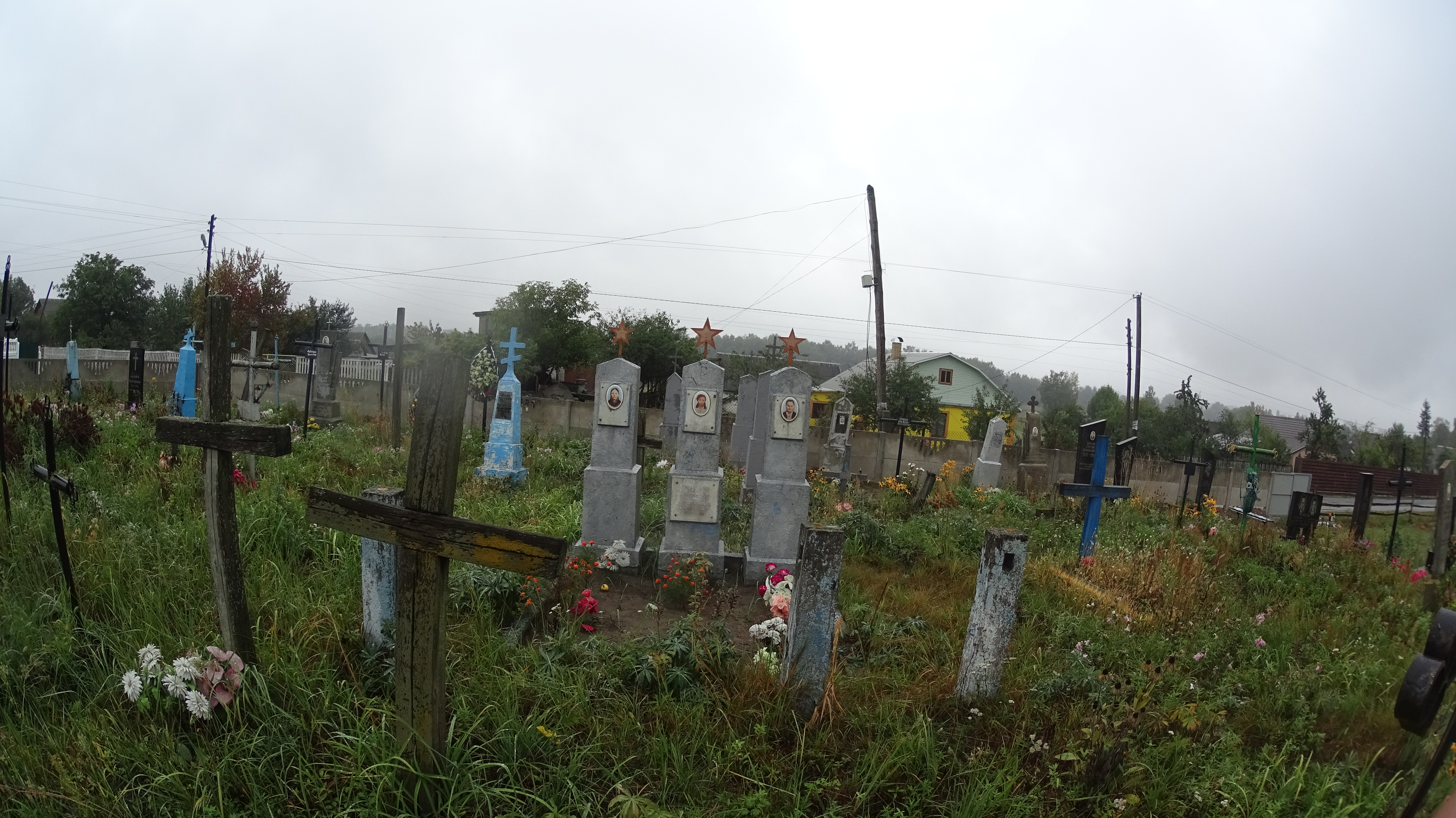
Friedhof im Dorf

Das erstmals 1577 schriftlich erwähnte Dorf liegt auf einer Höhe von 205 m am Ufer des Zerem (Церем), einem 58 km langen, linken Nebenfluss des Slutsch, 12 km westlich vom Rajonzentrum Swjahel und 95 km nordwestlich vom Oblastzentrum Schytomyr.
Durch das Dorf verläuft die Fernstraße M 06 / E 40.
Am 12. Juni 2020 wurde das Dorf ein Teil der Stadtgemeinde Nowohrad-Wolynskyj, bis dahin bildete es zusammen mit den Dörfern Aneta (Анета), Horodyschtsche (Городище) und Stepowe (Степове) die Landratsgemeinde Pylypowytschi (Пилиповицька сільська рада/Pylypowyzka silska rada) im Zentrum des Rajons Nowohrad-Wolynskyj.